# Relations entre les Fidji et la France
Les relations entre les Fidji et France font référence aux relations bilatérales entre la France et les Fidji. La France a une ambassade à Suva, mais les Fidji n'ont pas de représentation diplomatique en France. Les relations étaient tendues, en raison de la condamnation par la France du coup d'État aux Fidji en décembre 2006. 
Auparavant, les relations étaient essentiellement centrées sur la coopération militaire, la France aidant Fidji à surveiller sa zone maritime, et sur l'aide au développement[réf. nécessaire].

## Histoire
Les relations diplomatiques entre les deux pays ont été établies en 1970.
En 1983, les Fidji et la France ont signé un traité définissant la frontière maritime entre les Fidji et la Nouvelle-Calédonie et la frontière maritime entre les Fidji et Wallis et Futuna.
En 2000, le gouvernement français a condamné le coup d'État fidjien de 2000. 
Le 10 septembre 2024, Julie Le Saos est nommé ambassadrice de France aux Fidji. Elle déclare au sujet des Fidji : « Fidji est un partenaire important pour la France. Avec les Fidji, la France partage la même volonté de contribuer positivement à une région Pacifique en paix, prospère et résiliente, et à un avenir durable pour notre planète. »

## Assistance française
En 2004, la France a été le premier État étranger à offrir son aide aux Fidji, en envoyant des aéronefs de la marine depuis les îles voisines de Nouvelle-Calédonie pour participer aux efforts de localisation de plusieurs pêcheurs perdus en mer. 